# August Haase
August Haase (* 16. Februar 1873 in Kirchenthumbach im Landkreis Neustadt an der Waldnaab;  † nach 1936) war ein deutscher Verwaltungsjurist und Bezirksoberamtmann.

## Leben
August Haase studierte in den Jahren von 1892 bis 1895 Rechtswissenschaften an der Ludwig-Maximilians-Universität München und der Friedrich-Alexander-Universität  Erlangen-Nürnberg und legte 1898 das Große juristische Staatsexamen (Note II 16/20) ab. Seit dem Studium war er Mitglied der Studentenverbindung Akademischer Gesangverein München im SV.  Zum Jahresbeginn 1899 ging er zur Nachpraxis zum Amtsgericht Regensburg und zum 1. April zur Regierung der Oberpfalz. Am 1. Mai 1901 erhielt er eine Anstellung als Amtsanwalt bei der Polizeidirektion München und zum 16. Juli 1902 als Assessor beim Bezirksamt Waldmünchen, 1907 beim Bezirksamt Schwabach und 1912 beim Bezirksamt Nürnberg. Zum 1. August 1915 wurde er als Bezirksamtmann mit der Leitung des Bezirksamtes Neumarkt/Oberpfalz betraut und zwei Jahre später in gleicher Funktion beim Bezirksamt Neustadt/Waldnaab. Dort wurde er zum 1. April 1920 als Bezirksoberamtmann übergeleitet. Am 1. Juli 1922 wechselte er als Bezirksamtsvorstand zum Bezirksamt Gerolzhofen, wo er 1923 zum Oberregierungsrat ernannt wurde. Als sein Nachfolger wurde Hans Hausmann berufen. Zum 1. November 1930 wurde er an das Bezirksamt Hof versetzt und dort gleichzeitig mit der Wahrnehmung der Aufgaben des Leiters der dortigen Polizeidirektion beauftragt. Diese Ämter nahm Haase bis zu seinem Wechsel am 1. Juni 1934 als Bezirksamtsvorstand in Mühldorf am Inn wahr. Zum 1. Oktober 1937 wurde er auf seinen Antrag in den Ruhestand versetzt.